# イースタン航空980便墜落事故
座標: 南緯16度38分10秒 西経67度47分21秒 / 南緯16.63611度 西経67.78917度
イースタン航空980便墜落事故（イースタンこうくう980びんついらくじこ）は、1985年1月1日、ボリビアで発生した航空事故。エル・アルト国際空港へ着陸進入途中、イリマニ山の標高5,970メートル（約19,600フィート）付近に衝突し、乗客と乗員合わせて29人全員が死亡した。

## 離陸から消息不明まで

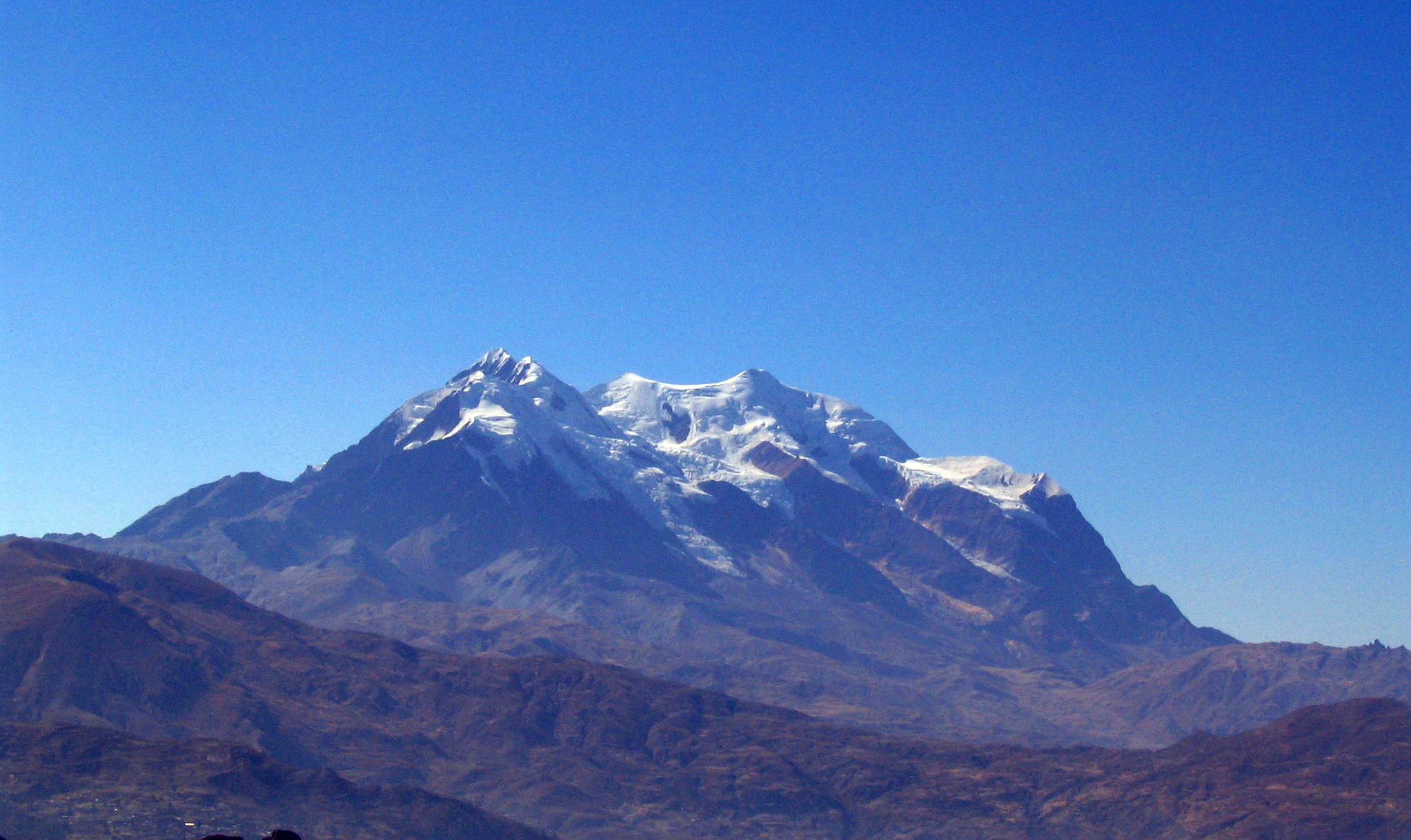
イースタン航空980便が衝突したイリマニ山

イースタン航空980便は、パラグアイの首都アスンシオンとボリビアの首都ラ・パスを結ぶ定期便だった。1985年1月1日、17時57分、イースタン航空980便（機体：727-225、機体番号：N819EA）は、乗客19名、乗員10名を乗せ、アスンシオンのシルビオ・ペッティロッシ国際空港を離陸した。乗客としてアメリカの在パラグアイ大使の夫人とパラグアイのアメリカ平和部隊のディレクターが搭乗していた。
操縦士は、ラ・パス（エル・アルト国際空港）に、19時47分の着陸予定と伝えていた。19時37分に「高度25,000フィート、ラ・パスの南東を55マイル」という報告を最後に行方不明となった。同機が消息を絶ってから5時間以上経過した翌1月2日未明に、イースタン航空の幹部がその事実を公表した。

## 捜索
980便が消息を絶ってから20時間経過後、ボリビア空軍による上空からの捜索で、イリマニ山の氷河に、残骸が広範囲に散らばっていることが確認された。イリマニ山の5,970メートル（約19,600フィート）、エル・アルト国際空港のVORとDMEのある保安施設より25マイル（約40キロメートル）離れた場所が墜落地点であった。
1月3日、アメリカ外交官とボリビア人の登山家5人のグループが、それぞれ別に救援隊を組織したが、悪天候のため墜落現場へ行くことはできなかった。救援隊は、ラ・パスから35マイル（約56キロメートル）の位置にある赤十字が用意したベースキャンプに留まった。また、ボリビア空軍は、ヘリコプターによる墜落地点近くへの着陸は困難であるとした。
1月5日、ボリビア人による救援隊が強風と雪の中、事故現場までたどり着いた。しかし、生存者は確認できなかった。また、ブラックボックス（フライトデータレコーダーおよびコックピットボイスレコーダー）は回収できなかった。
1985年10月、アメリカ連邦航空局は墜落調査のための登山隊を派遣し、雪の中から残骸調査することはできた。しかし悪天候と登山隊に高山病者が続出したことにより捜索を打ち切ったため、ブラックボックスは発見できなかった。
2006年、イリマニ山に登頂した登山隊が、事故機の残骸と思われるものを発見した。登山ガイドによれば、イリマニ山でも氷河融解が進んでおり、今後、遺体やレコーダー類が発見される可能性があると指摘している。
事故から31年後にあたる2016年6月4日、事故現場近くを訪れた男性2人が残骸を捜索したところ、ブラックボックスの一部とみられる複数の破片とテープが発見された。2017年2月7日、NTSBはこれらの分析結果を公表し、発見された破片はブラックボックス構成部品の一部と一致するものの、識別用のシリアルナンバーは確認できなかったとした。また、テープはコックピットボイスレコーダーまたはフライトデータレコーダーの1/4インチテープではなく、遺品とみられる3/4インチU-Maticビデオテープで、スペイン語吹替版のテレビシリーズ「I Spy」のエピソード「Trial by Treehouse」の18分間の録画であったことが判明した。

## 事故原因
事故機は、ラ・パスの南西55マイル、高度25,000フィートを航空管制に報告し、高度18,000フィートへ降下と空域進入に問題ないことを確認していた。事故機は、針路134度でラ・パスに進入する予定であったが、実際には針路106度の方角からイリマニ山に衝突していた。
事故当時の状況は暗い夜と悪天候で視界が悪く、計器飛行を行う状態であった。操縦士は、事故の直前、悪天候を回避するため、巡航速度のまま、若干飛行高度を下げていた。進路上の地形の確認ができず、適切な回避ができなかったと推測されている。